# اکتادکابوران
اکتادکابوران (به انگلیسی: Octadecaborane) با فرمول شیمیایی B۱۸H۲۲ یک ترکیب شیمیایی است. که جرم مولی آن ۲۱۶٫۴ g/mol می‌باشد. شکل ظاهری این ترکیب، پودر سفید است.